# Værker af Edvard Grieg
Dette er en liste over Edvard Griegs værker. NB: Titler på norsk.

## Værker med opusnummer
- Op. 1: Fire pianostykker
  1. Allegro con leggerezza
  2. Non allegro e molto espressivo
  3. Mazurka
  4. Allegro con moto
- Op. 2: Fire Sanger
  1. Die Müllerin (Adelbert von Chamisso)
  2. Eingehüllt in grauen Wolken (Heinrich Heine)
  3. Ich stand in dunkeln Träumen (Heinrich Heine)
  4. Was soll ich sagen? (Adelbert von Chamisso)
- Op. 3: Poetiske Tonebilder
  1. Allegro ma non troppo
  2. Allegro cantabile
  3. Con moto
  4. Andante con sentimento
  5. Allegro moderato
  6. Allegro scherzando
- Op. 4: Seks Digte
  1. Die Waise (Adelbert von Chamisso)
  2. Morgentau (Adelbert von Chamisso)
  3. Abschied (Heinrich Heine)
  4. Jägerlied (Ludwig Uhland)
  5. Das alte Lied (Heinrich Heine)
  6. Wo sind sie hin? (Heinrich Heine)
- Op. 5: Hjertets Melodier (H. C. Andersen)
  1. To brune Øjne
  2. Du fatter ej Bølgernes evige Gang
  3. Jeg elsker Dig
  4. Min Tanke er et mægtigt Fjeld
- Op. 6: Humoresker
  1. Tempo di valse
  2. Tempo di Menuetto ed energico
  3. Allegretto con grazia
  4. Allegro con burla
- Op. 7: Sonate for Piano i e-moll (sommer 1865)
- Op. 8: Sonate for fiolin og klaver nr. 1 i F-dur (1865)
- Op. 9: Romancer og Ballader (Andreas Munch)
  1. Harpen
  2. Vuggesang
  3. Solnedgang
  4. Udfarten
- Op. 10: Fire Romancer (Christian Winther)
  1. Taksigelse
  2. Skovsang
  3. Blomsterne tale
  4. Sang paa Fjeldet
- Op. 11: I Høst
- Op. 12: Lyriske stykker, Hefte I
  1. Arietta
  2. Vals
  3. Vægtersang
  4. Elverdans
  5. Folkevise
  6. Norsk
  7. Stambogsblad
  8. Fædrelandssang
- Op. 13: Sonate for fiolin og klaver nr. 2 i G-dur (1867)
- Op. 14: To symfoniske stykker
  1. Adagio cantabile
  2. Allegro energico
- Op. 15: Romancer
  1. Margretes Vuggesang fra «Kongsemnerne» (Henrik Ibsen)
  2. Kjærlighed (H. C. Andersen)
  3. Langelandsk Folkemelodi (H. C. Andersen)
  4. Modersorg (Christian Richardt)
- Op. 16: Klaverkonsert i a-moll
- Op. 17: 25 Norske Folkeviser og Danser
  1. Springdans
  2. Ungersvenden han bad sin pige
  3. Springdans
  4. Niels Tallefjorn den kaute karen
  5. Jölstring
  6. Brulåt
  7. Halling
  8. Aa grisen hadde eit tryne
  9. Naar mit öie
  10. Aa Ole engang i sinde
  11. På Dovrefjeld i Norge
  12. Solfager og Ormekongen
  13. Reiseslaatt
  14. Jeg sjunger med sorrigfuldt hjerte
  15. Den sidste laurdags kvelden
  16. Je veit ei lita jente
  17. Aa kleggen han sa no te flugga si
  18. Stabbe-Låten
  19. Hölje Dale
  20. Halling
  21. Sæbygga
  22. Saa lokka me over den myra
  23. Saag du nokke te kjæringa mi
  24. Brulåten
  25. Rabnabryllaup i Kraakeland
- Op. 18: Romancer og Sange
  1. Vandring i Skoven (H.C. Andersen)
  2. Hun er saa hvid (H.C. Andersen)
  3. En Digters sidste Sang (H.C. Andersen)
  4. Efteraarsstormen (Christian Richardt)
  5. Poesien (H.C. Andersen)
  6. Ungbirken (Jørgen Moe)
  7. Hytten (H.C. Andersen)
  8. Rosenknoppen (H.C. Andersen)
  9. Serenade til Welhaven (Bjørnstjerne Bjørnson)
- Op. 19: Folkelivsbilder (1871)
  1. Fjeldslåt
  2. Brudefølget drar forbi
  3. Fra Karnevalet
- Op. 20: Foran Sydens Kloster (Bjørnstjerne Bjørnson)
- Op. 21: Fire Dikte fra Fiskerjenten (Bjørnstjerne Bjørnson)
  1. Det første møde
  2. God morgen!
  3. Jeg giver mit digt til våren
  4. Tak for dit råd
- Op. 22: Sigurd Jorsalfar (Bjørnstjerne Bjørnson) (1872)
  1. Borghilds Drøm
  2. Ved Mandjevningen
  3. Kvad: Norrønafolket
  4. Hyldningsmarsch
  5. Kongekvadet
- Op. 23: «Peer Gynt» (Henrik Ibsen) (1874-75)
  1. Prelude til 1. akt: I Bryllupsgården
  2. Brudefølget drager forbi
  3. Halling og Springdans
  4. Prelude til 2. akt: Bruderovet -- Ingrids Klage
  5. Peer Gynt og Sæterjentene
  6. Den grønklædde
  7. I Dovregubbens Hall
  8. Dans av Dovregubbens Datter
  9. Peer Gynt forfulgt av Trollene
  10. Prelude til 3. akt
  11. Solveigs Sang
  12. Prelude til 5. akt: Peer Gynts hjemfart
  13. Solveigs Sang (Uakkompagnert)
  14. Nattscene
  15. Kor
  16. Solveigs Vuggesang
  17. Morgenstemning
- Op. 24: Ballade i g-moll (1876)
- Op. 25: Sex Digte (Henrik Ibsen) (Ibsensangene) (1876)
  1. Spillemænd
  2. En Svane
  3. Stambogsrim
  4. Med en vandlilje
  5. Borte!
  6. En fuglevise
- Op. 26: Fem Digte (John Paulsen)
  1. Et Håb
  2. Jeg reiste en deilig Sommerkvæld
  3. Den ærgjerrige
  4. Med en Primula veris
  5. På Skogstien
- Op. 27: Strykekvartett i g-moll (sep. 1878; urframført Köln 29. okt. 1878)
- Op. 28: Albumblad
  1. i Ass-dur
  2. i F-dur
  3. i A-dur
  4. i ciss-moll
- Op. 29: Improvisata over to norske folkeviser
  1. Guten og gjenta på fjøshellen
  2. Dæ var eigong en Kungje
- Op. 30: Album for Mannsang
  1. Jeg lagde mig så sildig
  2. Bådn-Låt
  3. Torø liti
  4. Halling
  5. Dæ æ den største Dårligheit
  6. Går e ut ein Kveld
  7. Han Ole
  8. Halling
  9. Deiligste blandt Kvinder
  10. Den store, hvide Flok
  11. Fantegutten
  12. Røtnams Knut
- Op. 31: Landkjenning (Bjørnstjerne Bjørnson)
- Op. 32: Den Bergtekne
- Op. 33: Tolv Melodier (Aasmund Olavsson Vinje) (Vinjesangene)
  1. Guten
  2. Våren
  3. Den Særde
  4. Tyteberet
  5. Langs ei Å
  6. Eit Syn
  7. Gamle Mor
  8. Det Første
  9. Ved Rondane
  10. Et Vennestykke
  11. Trudom
  12. Fyremål
- Op. 34: To elegiske melodier for strykeorkester
  1. Hjertesår
  2. Våren
- Op. 35: Norske danser
  1. Allegretto marcato
  2. Allegretto tranquillo e grazioso
  3. Allegro moderato alla marcia
  4. Allegro molto
- Op. 36: Sonate for cello og klaver i a-moll (april 1883; urframført 22. okt. 1883 Dresden)
- Op. 37: Valse-kapriser
  1. Tempo di Valse moderato i ciss-moll
  2. Tempo di Valse i e-moll
- Op. 38: Lyriske stykker, hefte II
  1. Vuggevise
  2. Folkevise
  3. Melodie
  4. Halling
  5. Springdans
  6. Elegie
  7. Vals
  8. Kanon
- Op. 39: Romancer (ældre og nyere)
  1. Fra Monte Pincio (Bjørnstjerne Bjørnson)
  2. Dulgt Kjærlighed (Bjørnstjerne Bjørnson)
  3. I Liden højt deroppe (Jonas Lie)
  4. Millom Rosor (Kristoffer Janson)
  5. Ved en ung Hustrus Båre (Olaf Peder Monrad)
  6. Hører jeg Sangen klinge (Heinrich Heine, overs: Nordahl Rolfsen)
- Op. 40: Fra Holbergs tid (Holberg-suiten, 1884 for piano, 1885 for orkester)
  1. Prelude
  2. Sarabande
  3. Gavotte
  4. Air
  5. Rigaudon
- Op. 41: Klaverstykker etter egne sanger
  1. Vuggesang
  2. Liden Håkon
  3. Jeg elsker dig
  4. Hun er saa hvid
  5. Prinsessen
  6. Jeg giver mit digt til våren
- Op. 42: Bergliot (Bjørnstjerne Bjørnson)
- Op. 43: Lyriske stykker, hefte III
  1. Sommerfugl
  2. Ensom vandrer
  3. I Hjemmet
  4. Liden Fugl
  5. Erotik
  6. Til Foråret
- Op. 44: Reiseminder fra Fjeld og Fjord (Holger Drachmann)
  1. Prolog
  2. Johanne
  3. Ragnhild
  4. Ingebjørg
  5. Ragna
  6. Epilog
- Op. 45: Sonate for fiolin og klaver nr. 3 i c-moll
- Op. 46: Peer Gynt Suite nr. 1
  1. Morgenstemning
  2. Åses Død
  3. Anitras Dans
  4. I Dovregubbens Hall
- Op. 47: Lyriske stykker, hefte IV
  1. Valse-Impromptu
  2. Albumblad
  3. Melodie
  4. Halling
  5. Melankoli
  6. Springdans
  7. Elegie
- Op. 48: Seks Sange (oversatt av Nordahl Rolfsen)
  1. Gruß / Hilsen (Heinrich Heine)
  2. Dereinst, Gedanke mein / Jeg ved, min Tanke, ved (Emanuel Geibel)
  3. Lauf der Welt / Verdens Gang (Ludwig Uhland)
  4. Die verschwiegene Nachtigall / Nattergalen (Johann Wolfgang von Goethe)
  5. Zur Rosenzeit / I Rosentiden (Johann Wolfgang von Goethe)
  6. Ein Traum / En Drøm (Friedrich von Bodenstedt)
- Op. 49: Seks Dikte (Holger Drachmann)
  1. Saa du Knøsen, som strøg forbi
  2. Vug, o Vove
  3. Vær hilset, I Damer
  4. Nu er Aftnen lys og lang
  5. Jule-Sne
  6. Foraarsregn
- Op. 50: Olav Trygvason
- Op. 51: Gammel norsk melodi med variasjoner
- Op. 52: Klaverstykker etter egne sanger
  1. Modersorg
  2. Det første møte
  3. Du fatter ei Bølgernes evige Gang
  4. Solveigs sang
  5. Kjærlighed
  6. Du gamle Mor
- Op. 53: To Melodier for Strykeorkester etter egne Sanger
  1. Norsk
  2. Det første Møte
- Op. 54: Lyriske stykker, hefte V
  1. Gjætergut
  2. Gangar
  3. Troldtog
  4. Notturno
  5. Scherzo
  6. Klokkeklang
- Op. 55: Peer Gynt Suite Nr. II
  1. Bruderovet – Ingrids Klage
  2. Arabisk Dans
  3. Peer Gynts Hjemfart
  4. Solveigs Sang
- Op. 56: Tre Orkesterstykker fra Sigurd Jorsalfar
  1. Prelude: Ved Mannjevningen
  2. Intermezzo: Borhilds Drøm
  3. Hyldningsmarsch
- Op. 57: Lyriske stykker, hefte VI
  1. Svundne Dage
  2. Gade
  3. Illusion
  4. Hemmelighed
  5. Hun danser
  6. Hjemve
- Op. 58: Norge (John Paulsen)
  1. Hjemkomst
  2. Til Norge
  3. Henrik Wergeland
  4. Turisten
  5. Udvandreren
- Op. 59: Elegiske Digte (John Paulsen)
  1. Når jeg vil dø
  2. På Norges nøgne fjelde
  3. Til Én I
  4. Til Én II
  5. Farvel
  6. Nu hviler du i jorden
- Op. 60: Digte (Vilhelm Krag)
  1. Liden Kirsten
  2. Moderen synger
  3. Mens jeg venter
  4. Der skreg en Fugl
  5. Og jeg vil ha mig en Hjertenskjær
- Op. 61: Barnlige Sange
  1. Havet (Nordahl Rolfsen)
  2. Sang til juletræet (Johan Krohn)
  3. Lok (Bjørnstjerne Bjørnson)
  4. Fiskervise (Petter Dass)
  5. Kveldsang for Blakken (Nordahl Rolfsen)
  6. De norske fjelde (Nordahl Rolfsen)
  7. Fædrelands-Salme (E. Runeberg / Nordahl Rolfsen)
- Op. 62: Lyriske stykker, hefte VII
  1. Sylphe
  2. Takk
  3. Fransk Serenade
  4. Bækken
  5. Drømmesyn
  6. Hjemad
- Op. 63: Zwei nordische Weisen
  1. Im Volkston
  2. Kuhreigen und Bauerntanz
- Op. 64: Symfoniske Danser
  1. Allegro moderato e marcato
  2. Allegretto grazioso
  3. Allegro giocoso
  4. Andante – Allegro molto e risoluto
- Op.65: Lyriske stykker, hefte VIII
  1. Fra Ungdomsdagene
  2. Bondens Sang
  3. Tungsind
  4. Salon
  5. I Balladetone
  6. Bryllupsdag på Troldhaugen
- Op. 66: 19 norske folkeviser
  1. Kulok
  2. Det er den største Dårlighed
  3. En Konge hersked i Østerland
  4. Siri Dale Visen
  5. Det var i min Ungdom
  6. Lok og bådnlåt
  7. Bådnlåt
  8. Lok
  9. Liten va Guten
  10. Morgo ska du få gifta deg
  11. Det stander to Piger
  12. Ranveig
  13. En liten grå Man
  14. I Ola-dalom, i Ola-Kjønn
  15. Bådnlåt
  16. Ho vesle Astrid vor
  17. Bådnlåt
  18. Jeg går i tusind Tanker
  19. Gjendines Bådnlåt
- Op. 67: Haugtussa (Arne Garborg)
  1. Det syng
  2. Veslemøy
  3. Blåbær-Li
  4. Møte
  5. Elsk
  6. Killingdans
  7. Vond Dag
  8. Ved Gjætle-Bekken
- Op. 68: Lyriske stykker, hefte IX
  1. Matrosernes Opsang
  2. Bestemors menuett
  3. For dine Føtter
  4. Aften på Højfjeldet
  5. Bådnlåt
  6. Valse mélancolique
- Op. 69: Fem Digte (Otto Benzon)
  1. Der gynger en Båd på Bølge
  2. Til min Dreng
  3. Ved Moders Grav
  4. Snegl, Snegl!
  5. Drømme
- Op. 70: Fem Digte (Otto Benzon)
  1. Eros
  2. Jeg lever et Liv i Længsel
  3. Lys Nat
  4. Se dig for
  5. Digtervise
- Op. 71: Lyriske stykker, hefte X
  1. Der var engang
  2. Sommeraften (Sommerkvæld)
  3. Småtrold
  4. Skovstilhed
  5. Halling
  6. Forbi
  7. Efterklang
- Op. 72: Slåtter, opptegnet av Johan Halvorsen, fri bearbeidelse for piano
  1. Giböens Bruremarsch
  2. John Væstafæs Springdans
  3. Bruremarsch fra Telemarken
  4. Haugelåt
  5. Prillaren fra Os Præstegjeld
  6. Gangar
  7. Røtnamsknut
  8. Bruremarsch (efter Myllarguten)
  9. Nils Rekves halling
  10. Knut Luråsens halling I
  11. Knut Luråsens halling II
  12. Springdans (efter Myllarguten)
  13. Håvar Giböens Draum
  14. Tussebrurefæra på Vossevangen
  15. Skuldalsbruri
  16. Kivlemøyerne (Springdans)
  17. Kivlemøyerne (Gangar)
- Op. 73: Stemninger
  1. Resignation
  2. Scherzo-Impromptu
  3. Nattligt Ridt
  4. Folketone
  5. Studie
  6. Studenternes Serenade
  7. Lualåt
- Op. 74: 4 Salmer fritt efter gamle norske Kirkemelodier
  1. Hvad est du dog skjøn
  2. Guds Søn har gjordt meg fri
  3. Jesus Christus er opfaren
  4. I Himmelen

## Verk uten opusnummer
- EG 101: Larvikspolka
- EG 102: Tre klaverstykker
  1. Lengsel
  2. Allegro con moto
  3. Allegro assai
- EG 103: Ni barnestykker
  1. Allegro agitato
  2. Perler
  3. Ved Gellerts Grav
  4. Bønn
  5. Tap
  6. Femårsdagen
  7. Allegretto con moto
  8. Scherzo
  9. En Drøm
- EG 104: 23 småstykker
  1. Allegretto agitato
  2. Lengsel
  3. Allegro desiderio
  4. Andante quasi allegretto
  5. Allegro assai
  6. Allegro con moto
  7. En drøm
  8. Allergo assai
  9. Perler
  10. Ved Gellerts Grav
  11. Vivace
  12. Preludium
  13. Allergretto con moto
  14. Allegretto con moto
  15. To-stemmig Preludium
  16. Scherzo
  17. Molto adagio religioso
  18. Femårsdagen
  19. Bønn
  20. Allegro vivace
  21. Tap
  22. Rolig, ikke for hurtig
  23. Assai allegro furiose
- EG 105: Tre klaverstykker
  1. Allegro agitato
  2. Allegretto
  3. Allegro molto e vivace, quasi presto
- EG 106: Agitato
- EG 107: Sørgemarsj over Rikard Nordraak
- EG 108: Norges melodier
- EG 109: Albumblad
- EG 110: Hvite skyer
- EG 111: Tusseslått
- EG 112: Dansen går
- EG 113: Piano II til fire sonater av Mozart
- EG 114: Fuge i f-moll
- EG 115: Intermezzo
- EG 116: Andante con moto for Pianotrio
- EG 117: Strykekvartett nr. 2 i F-dur
- EG 118: Fragmenter av en pianokvintett
- EG 119: Symfoni i c-moll
- EG 120: Fragmenter av Pianokonsert i h-moll
- EG 121: Siehst du das Meer? (Emanuel Geibel)
- EG 122: Den syngende Menighet (N.F.S. Grundtvig)
- EG 123: Til Kirken hun vandrer (Benjamin Feddersen)
- EG 124: Claras Sang (Benjamin Feddersen)
- EG 125: Soldaten (Chamisso / H. C. Andersen)
- EG 126: Min lille Fugl (H. C. Andersen)
- EG 127: Dig elsker jeg! (Caralis)
- EG 128: Taaren (H. C. Andersen)
- EG 129: Vesle Gut (Kristofer Janson)
- EG 130: Den blonde Pige (I) (Bjørnstjerne Bjørnson)
- EG 131: Odalisken synger (Carl Alfred Bruun)
- EG 132: Bergmanden (Henrik Ibsen)
- EG 133: Prinsessen (Bjørnstjerne Bjørnson)
- EG 134: Suk (Bjørnstjerne Bjørnson)
- EG 135: Til L. M. Lindemans Sølvbryllup (Vilhelm B. Nicolaysen)
- EG 136: Til Generalkonsul Chr. Tønsberg (Johan Bøgh)
- EG 137: Den hvide, røde Rose (Bjørnstjerne Bjørnson)
- EG 138: Den blonde Pige (II) (Bjørnstjerne Bjørnson)
- EG 139: Morgenbøn på Skolen (Fredrik Gjertsen)
- EG 140: Paa Hamars Ruiner (Aasmund Olavsson Vinje)
- EG 141: Jenta (Aasmund Olavsson Vinje)
- EG 142: Attegløyma (Aasmund Olavsson Vinje)
- EG 143: Dyre Vaa (Johan Sebastian Welhaven)
- EG 144: Under Juletræet (Nordahl Rolfsen)
- EG 145: Blåbæret (Didrik Grønvold)
- EG 146: Osterlied (Adolf Böttger)
- EG 147: Simpel Sang (Holger Drachmann)
- EG 148: Du retter tidt dit øjepar (Holger Drachmann)
- EG 149: Valgsang (Bjørnstjerne Bjørnson)
- EG 150: Ave, maris Stella (Thor Lange)
- EG 151: Fædrelandssang (John Paulsen)
- EG 152: Haugtussa-sanger (Arne Garborg)
  1. Sporven
  2. I Slåtten
  3. Veslemøy undrast
  4. Dømd
  5. Veslemøy lengtar
  6. Ku-Lok
- EG 153: Jeg elsket (Bjørnstjerne Bjørnson)
- EG 154: To a Devil (Otto Benzon)
- EG 155: Julens Vuggesang (Adolf Langsted)
- EG 156: Gentleman-Menige (Rudyard Kipling)
- EG 157: Der Jäger (Wilhelm Schultz)
- EG 158: Kantate ved avsløringen av Christie-stauen (Andreas Munch)
- EG 159: Dona nobis pacem
- EG 160: Fire sanger for mannsstemmer
  1. Norsk Krigssang (Henrik Wergeland)
  2. Fredriksborg (Christian Richardt)
  3. Studereliv (Christian Richardt)
  4. Den sildige rose (Andreas Munch)
- EG 161: Danmark (H. C. Andersen)
- EG 162: To sanger av Jørgen Moe
  1. Aftenstemning
  2. Bjørneskytten
- EG 163: Sjømannssang (Bjørnstjerne Bjørnson)
- EG 164: Kantate til Karl Hals (Bjørnstjerne Bjørnson)
- EG 165: Ved J. S. Welhavens Båre (Jørgen Moe)
- EG 166: Oppsang for frihetsfolket i Norden (Bjørnstjerne Bjørnson)
- EG 167: Ved Halfdan Kjerulfs minnestøtte (Andreas Munch)
- EG 168: Inga Litamor
- EG 169: To Mannskorsanger (Olav Lofthus)
  1. Min deiligste tanke
  2. Vårt løsen
- EG 170: Sangerhilsen (Sigvald Skavlan)
- EG 171: Holberg-kantate (Nordahl Rolfsen)
- EG 172: Flagvise (Johan Brun)
- EG 173: Kristianiensernes Sangerhilsen (Jonas Lie)
- EG 174: Jædervise (Jonas Dahl)
- EG 175: Impromptu til Griegs Mandskor i Fort Dodge, Iowa (Bjørnstjerne Bjørnson)
- EG 176: Til Ole Bull (Johan Sebastian Welhaven)
- EG 177: Seks sanger med orkester
  1. Solveigs sang (Henrik Ibsen)
  2. Soveigs Vuggevise (Henrik Ibsen)
  3. Fra Monte Pincio (Bjørnstjerne Bjørnson)
  4. En Svane (Henrik Ibsen)
  5. Våren (Aasmund Olavsson Vinje)
  6. Henrik Wergeland (John Paulsen)
- EG 178: Halling
- EG 179: Canon á 4 voci
- EG 180: Andante
- EG 181: Ragnhild (Holger Drachmann)